# بخش مهرگان
بخش مهرگان، یکی از بخش‌های شهرستان سراوان در استان سیستان و بلوچستان ایران است. مرکز این بخش، شهر اسفندک است.

## پیشینه
این بخش، تغییر یافته دهستان کوهک اسفندک سابق است که از بخش بم‌پشت شهرستان سراوان مستقل گردید.

## تقسیمات کشوری
- بخش مهرگان
  - دهستان کوهک
  - دهستان اسفندک

شهر: اسفندک

## جمعیت
بر پایه سرشماری عمومی نفوس و مسکن در سال ۱۳۹۵، جمعیت بخش مهرگان برابر با ۱۲٬۸۸۰ نفر بوده‌است.